# Финале Светског првенства у кошарци 2023.
Финале на Светском првенству у кошарци 2023. последња је утакмица на Светском првенству. Она се одиграла 10. септембра 2023. у 20.40 по локалном времену на Филипинима у Арени Азија у Пасају у Манили.
Финални сусрет су одиграле репрезентације Србије и Немачке. То је прво свеевропско финале од 2006. у Јапану, када је Шпанија освојила своју прву титулу против Грчке.
Трофеј Нејсмит је додељен победничком тиму по други пут од усвајања његове нове верзије 2017.
Немачка је у финалу савладала Србију с резултатом 83 : 77 и тако по први пут постала светски првак у кошарци.

## Пут до финала
Напомена: У свим доле наведеним резултатима прво се даје резултат финалисте.
| Немачка          | Немачка          | Рунда             | Србија                 | Србија           |
| ---------------- | ---------------- | ----------------- | ---------------------- | ---------------- |
| Противник        | Резултат         | Први круг         | Противник              | Резултат         |
| Јапан            | 81–63            | Утакмица 1        | Кина                   | 105–63           |
| Аустралија       | 85–82            | Утакмица 2        | Порторико              | 94–77            |
| Финска           | 101–75           | Утакмица 3        | Јужни Судан            | 115–83           |
| Победник Групе Е | Победник Групе Е | Табела            | Победник Групе Б       | Победник Групе Б |
| Противник        | Резултат         | Други круг        | Противник              | Резултат         |
| Грузија          | 100–73           | Утакмица 4        | Италија                | 76–78            |
| Словенија        | 100–71           | Утакмица 5        | Доминиканска Република | 112–79           |
| Победник Група К | Победник Група К | Табела            | Други у Групи И        | Други у Групи И  |
| Противник        | Резултат         | Елиминациона фаза | Противник              | Резултат         |
| Летонија         | 81–79            | Четвртфинале      | Литванија              | 87–68            |
| Сједињене Државе | 113–111          | Полуфинале        | Канада                 | 95–86            |

## Детаљи
| 10. септембар 2023. 14.40 | Извештај | Немачка                                                    | 83 : 77 | Србија                            | Арена Азија, Пасај Гледаоци: 12.022 Судије: Роберто Васкез, Омар Бермудез, Гатис Салинш |  |
| 10. септембар 2023. 14.40 | Извештај | Четвртине: 23:26, 24:21, 22:10, 14:20                      |         |                                   | Арена Азија, Пасај Гледаоци: 12.022 Судије: Роберто Васкез, Омар Бермудез, Гатис Салинш |  |
| 10. септембар 2023. 14.40 | Извештај | Поени: Шредер 28 Скокови: Војтман 8 Асистенције: Војтман 3 |         | Аврамовић 21 Јовић 8 Богдановић 5 | Арена Азија, Пасај Гледаоци: 12.022 Судије: Роберто Васкез, Омар Бермудез, Гатис Салинш |  |